# Amboy
Amboy es una localidad y comuna del departamento Calamuchita, en la provincia de Córdoba, Argentina.
Ubicada a 115 km de la capital provincial en la región de las Sierras de Córdoba, a 20 km de Santa Rosa de Calamuchita, por rutas provinciales RP 5 y RP 23 (los últimos 10 km consolidados). Se encuentra a 602 m s. n. m. y está surcada por el arroyo Amboy.
Allí nació, el 18 de febrero de 1800, el doctor Dalmacio Vélez Sársfield, un destacado jurista y político argentino creador del Código Civil Argentino. Todavía hay restos de lo que fue su casa, señalada por un monolito y una pirámide evocativa, además de un museo ubicado en la calle principal.
También nació y vivió en esta localidad el cantante Edgar Efraín Fuentes, alias Gary, quien se destacó en la banda de cuarteto Tru-la-lá. En su homenaje se colocó una estatua, al costado del puente principal.

## Geografía

### Población
Cuenta con 355 habitantes (Indec, 2022), lo que representa un incremento del 50% frente a los 183 habitantes (Indec, 2010) del censo anterior.
| Gráfica de evolución demográfica de Amboy entre 1991 y 2022 |
|                                                             |
| Fuente: censos nacionales del INDEC                         |

### Embalse de Cerro Pelado
A 800 m s. n. m. sorprende encontrar un lago, el embalse de Cerro Pelado, formado por las cuencas de los ríos Grande, Las Cañas, El Durazno y el Manzano.
Mas nos sorprendemos cuando nos internamos por el camino que bordea la montaña: son 2000 m de continuo descenso, hasta llegar a la caverna que contiene toda la estructura técnica de la obra -180 metros de dura roca-.
Desde aquí y por un túnel de 10 km de extensión, se comunican este lago y su subsidiario arroyo Corto. Un túnel subterráneo y también cavado en la piedra.
El lago superior baja de nivel, el inferior se llena. Por la noche el ciclo se invierte, recuperando caudal para seguir generando. La rueda de la energía jamás se detiene en este lago escondido.

### Sismicidad
La sismicidad de la región de Córdoba es frecuente y de intensidad baja, y un silencio sísmico de terremotos medios a graves cada 30 años en áreas aleatorias. Sus últimas expresiones se produjeron:
- 22 de septiembre de 1908 (116 años), a las 17.00 UTC-3, con 6,5 Richter, escala de Mercalli VII; ubicación 30°30′0″S 64°30′0″O / -30.50000, -64.50000; profundidad: 100 km; produjo daños en Deán Funes, Cruz del Eje y Villa de Soto, provincia de Córdoba, y en el sur de las provincias de Santiago del Estero, La Rioja y Catamarca[3]

- 16 de enero de 1947 (78 años), a las 2.37 UTC-3, con una magnitud aproximadamente de 5,5 en la escala de Richter (terremoto de Córdoba de 1947)[2]

- 28 de marzo de 1955 (70 años), a las 6.20 UTC-3 con 6,9 Richter: además de la gravedad física del fenómeno se unió el desconocimiento absoluto de la población a estos eventos recurrentes (terremoto de Villa Giardino de 1955)

- 7 de septiembre de 2004 (20 años), a las 8.53 UTC-3 con 4,1 Richter

- 25 de diciembre de 2009 (15 años), a las 21.42 UTC-3 con 4,0 Richter